# Лох-Генри
«Лох-Генри» (англ. Loch Henry) — второй эпизод шестого сезона антологии «Чёрное зеркало». Его написал создатель сериала Чарли Брукер, а режиссёром стал Сэм Миллер. Премьера этого эпизода, наряду с остальной частью шестого сезона, состоялась 15 июня 2023 года на Netflix. В этом эпизоде рассказывается о Дэвисе (Сэмюэл Бленкин) и Пии (Миха’ла Херролд), которые снимают фильм жанра тру-крайм в опустевшем родном городе Дэвиса в Шотландии.
Брукер размышлял о кинематографическом стиле документальных фильмов о реальных преступлениях и о том, как он и его жена думали о поездке в Шотландию, увидев её отображение в документальном фильме. «Лох-Генри» был первым эпизодом сериала, действие которого происходит в Шотландии, поскольку место действия «Крокодила» было изменено на Исландию. Для съёмок было использовано 18 локаций Шотландии. В этом эпизоде критикуется влияние тру-крайма на жертв. Гибель Пии можно рассматривать как наказание за её легкомысленное отношение к чужим трагедиям. В этом эпизоде содержатся отсылки к другим событиям «Чёрного зеркала» с помощью газет и другого текста; его темы сравнивали с эпизодом «Ужасная Джоан», который также посвящён потоковому телевидению.
Этот эпизод занял среднее место в подготовленных кинокритиками списках серий «Чёрного зеркала» по качеству, хотя большинство рецензий, собранных Rotten Tomatoes, были положительными. Рецензенты отрицательно отзывались о морали эпизода, но положительно — о персонажах и актёрской игре. Критики неоднозначно отнеслись к повороту сюжета.

## Сюжет
Дэвис Маккардл (Сэмюэл Бленкин) посещает дом своего детства в Лох-Генри, Шотландия, со своей американской девушкой Пией Кореши (Миха’ла Херролд). Они встретились на кинокурсах и реализуют идею Дэвиса о документальном фильме про защитника природы-любителя с острова Рам, препятствующего незаконному сбору яиц. Мать Дэвиса Джанет (Моника Долан) готовит для них, но делает несколько неприятных комментариев в адрес Пии.
Дэвис знакомит Пию со своим другом Стюартом Кингом (Дэниэл Портман), который управляет единственным оставшимся пабом в Лох-Генри — «Локсайд Инн». Отец Стюарта Ричард (Джон Ханна) — алкоголик. Лох-Генри был туристическим раем, но опустел, потому что в 1990-х годах его житель Иэн Адэр (Том Кроухерст) попал в заголовки национальных газет как серийный убийца. Отец Дэвиса, полицейский Кеннет (Грегор Фёрт) был вызван в дом Адэра после того, как Адэр в нетрезвом состоянии высказался о пропавших туристах. Адэр ранил Кеннета, застрелил свою семью и себя. Получив рану плеча, Кеннет заразился MRSA в больнице и умер, когда Дэвису было восемь лет.
Пия предлагает снять фильм в жанре тру-крайм об Адэре. Дэвис обеспокоен его последствиями на местном уровне, но Стюарт считает, что фильм привлечёт туристов, а Джанет рада выразить свой гнев по поводу ответственности Адэра за смерть Кеннета. Они рассказывают об этой идее продюсеру Кейт Сезар (Элли Уайт), которая хочет, чтобы выявили новую информацию. Дэвис, Пия и Стюарт врываются в заброшенный дом Адэра и находят в подвале орудия пыток. Они снимают на старую камеру, перезаписывая принадлежащие Джанет кассеты с сериалом «Бержерак». Возвращаясь домой, они попадают в автомобильную аварию. Дэвису приходится остаться на ночь в больнице, где Ричард, оправляющийся от падения с лестницы, выражает несогласие с документальным фильмом.
Пия обнаруживает, что кассеты Джанет содержат записи, на которых Джанет и Кеннет пытают жертв Адэра. Пия убегает из дома, не имея возможности связаться с Дэвисом по телефону из-за отсутствия сигнала. Джанет понимает, что́ обнаружила Пия, и преследует её. Пия ударяется головой, пытаясь перейти ручей в темноте, и погибает. Джанет возвращается в дом, оставляет записку рядом с доказательствами своих преступлений и вешается.
Дэвис участвует в съёмках документального фильма от компании Streamberry о преступной деятельности своих родителей. Интервью показывает, что Ричард заподозрил причастность Джанет и Кеннета к преступлениям после нервирующего сексуального опыта с ними. Кеннет убил семью Адэр и ранил себя, чтобы подставить Иэна.
Стюарт в восторге, что туристы заполнили «Локсайд Инн», а сериал получает награду BAFTA, которую Сезар посвящает Дэвису. После церемонии награждения расстроенный Дэвис возвращается в свой гостиничный номер и перечитывает предсмертную записку своей матери: «Для твоего фильма. Мама».

## Производство
«Чёрное зеркало» ушло на перерыв после выхода пятого сезона в 2019 году. Его исполнительные продюсеры Чарли Брукер и Аннабель Джонс ушли из продюсерской компании House of Tomorrow и присоединились к Broke and Bones, что привело к переговорам о правах на производство. Брукер взял перерыв в «Чёрном зеркале» и поработал над комедийными проектами. В мае 2022 года Netflix объявил, что шестой сезон «Чёрного зеркала» находится в разработке. Broke and Bones продюсировали сезон, в то время как материнская компания House of Tomorrow, Banijay, сохранила за собой право собственности.
«Лох-Генри» — вторая серия шестого сезона, вышедшего 15 июня 2023 года. Поскольку «Чёрное зеркало» — это антология, каждую часть можно смотреть в любом порядке. Его сценарий написал создатель сериала Чарли Брукер. Он сказал, что этот эпизод был о превращении «ужасных вещей» в «роскошную форму развлечения». Исторические технологии играют ключевую роль в этом эпизоде, например, записи «Бержерака» на VHS (1981—1991). Брукер заметил, что «текстура старых медиа» стала фетишизированной:7:45–8:00.
Брукер был вдохновлён фильмами тру-крайм, отмечая, как всё более кинематографичный и артхаусный стиль этого жанра придает ощущение «мрачного, серьёзного» и «важного». Он считал, что это маскирует его извращённую, болезненно любопытную природу:3:30–4:00. Брукер и его жена Конни Хак задумались об отдыхе в Шотландии после того, как увидели кадры пейзажа в криминальном документальном фильме. Он думал, что в этом жанре такие декорации используются для заполнения пространства из-за отсутствия кадров, связанных с преступлениями:6:10–6:45.

### Кастинг и съёмки
В объявлении в апреле 2023 года Сэмюэл Бленкин, Миха’ла Херролд, Дэниел Портман, Джон Ханна и Моника Долан были названы актёрами шестого сезона. Кирсти Уорк вручает персонажу Бленкинса премию BAFTA; Веруче Опия также играет саму себя на мероприятии BAFTA. Режиссёром эпизода стал Сэм Миллер. Херролд и Бленкин заявили, что этот эпизод показывает точку зрения жертв и ставит зрителей на место Дэвиса. Бленкин высказал мнение, что Дэвису будет сложно справиться со своей травмой из-за её публичного характера и что это может привести к тому, что он «станет по-настоящему циничным». Ханна обнаружил, что в этом эпизоде было нечто большее, чем просто «прямолинейная история ужасов найденной плёнки», как он первоначально думал, поскольку это повествование деконструируется:2:00–2:30. Портман сказал, что он «никогда так громко не смеялся», читая сценарий:2:30–2:40.
Долан ранее играла роли в тру-крайм, такие как Роуз Уэст и Энн Дарвин. Она также сыграла другого персонажа — полицейского — в эпизоде «Чёрного зеркала» «Осколки». Долан использовала для Джанет акцент Хайленда в том числе и между дублями, говоря: «Если вы внезапно начнёте говорить с этим акцентом, это немного похоже на внезапное выполнение очень напряжённых упражнений в тренажерном зале без разминки». Поскольку у неё всё ещё были видеокассеты, знание Долан об их функциях пригодилось на съёмочной площадке.
«Лох-Генри» — первый эпизод «Чёрного зеркала», действие которого происходит в Шотландии, хотя действие «Крокодила» изначально происходило в Шотландии, а не в Исландии. Действие «Лох-Генри» с самого начала должно было происходить в Шотландии; Брукер сказал, что в этом эпизоде была «несентиментальная нить юмора», которую этот эпизод пытался использовать:4:30–5:45. Съёмочная группа использовала озеро Лох-Ломонд в качестве базы и снимала в 18 местах, выбранных их шотландским консультантом по местам для натурных съёмок Лиамом Ирвингом. Удо Крамер разработал декорации для всех шести эпизодов сезона. В сентябре 2022 года STV News сообщило, что главная улица Инверари была адаптирована для съёмок с автомобилями, флажками и вывесками в стиле 1990-х годов. Сцена, где Пия падает в реку, произошла возле водопада Фаллок. Херролд сказала, что «жуткая» и «мрачная атмосфера» сделала побег Пии от Джанет ярким моментом съёмочного процесса, хотя ей пришлось бороться с мошками в воде.
Компания по визуальным эффектам NVIZ работала над монтажом, в котором Дэвис и Пия сняли трейлер к своему документальному фильму. Монтаж включал добавление эффектов VHS к отснятому материалу, воссоздание программного обеспечения для сканирования и копирование старых бульварных газет. Саундтрек к эпизоду был написан Адамом Янотой Бзовски и вышел 21 июля 2023 года.

## Анализ
Нил Армстронг из BBC Culture предположил, что этот эпизод был самым тревожным из шестого сезона; критики определили его как медленный детектив с элементами фолк-хоррора. Эпизод критикует тру-крайм; по словам Эмили Бутл из i, он показывает жанр как «бессмысленный» и «пустой». Луиза Меллор из Den of Geek написала, что «Чёрное зеркало» редко дает чёткие ответы на моральные вопросы, но «Лох-Генри» делает это, изображая тру-крайм.
Дэвис, Пия и Стюарт легкомысленно говорят об убийствах Иэна Адэра. Монтаж показывает «тональный диссонанс» в их отношениях. Персонажи попадают в автоаварию, потому что отвлекаются на пение комедийной песни об Адэре, пытающем своих жертв. По словам Меллор, Дэвис и Стюарт поначалу взволнованы, но «не испытывают отвращения и не опечалены», рассказывая Пии об убийствах. Смерть Пии можно рассматривать как возмездие за её восторг от неприятных историй об Адэре или за то, что она воспользовалась семейной трагедией Дэвиса. Подобно персонажам франшизы «Ведьма из Блэр», о которой упоминается в диалогах, Дэвис исследует историю и становится её персонажем.
Красная маскарадная маска, которую носит Джанет в увиденном Пией снафф-видео, является повторяющимся символом. Видно, как Джанет снова надевает её, прежде чем повеситься. Туристы в гостинице «Локсайд Инн» носят такие же маски и костюмы. Эпизод заканчивается изображением маски на премии BAFTA, которую получает Дэвис. По словам Бена Розенстока из Vulture, записка о том, что Джанет оставляет Дэвису, является «маленьким признаком любви его матери», несмотря на её садизм. Дэвису приходится по-новому интерпретировать любовь своих родителей в свете их действий. У Джанет есть коллекция записей «Бержерака» — по словам Куинчи ЛеГардье из Marie Claire, детективный сериал от BBC демонстрировал «безобидные преступления», что делает его удачным выбором для любимого сериала матери персонажа.
Отец Стюарта Ричард Кинг владеет гостиницей «Локсайд Инн». Он возражает против создания документального фильма на основании его конъюнктурности. Это отвлекающий манёвр, намекающий на причастность Ричарда; на самом деле он имел дополнительные знания, но в преступной деятельности участия не принимал. Как и гостиница «Локсайд Инн», отметила Шеннон Коннеллан из Mashable, заведения, связанные с серийными убийцами — «Десять колоколов», «Последнее прибежище» и «L&L Tavern» — привлекают туристов.
Критики сделали сравнение с другими эпизодами шестого сезона. Потоковые сервисы, такие как Netflix и вымышленный Streamberry — оба упомянуты в «Лох-Генри» — также являются предметом «Ужасной Джоан», где жизнь главного героя адаптируется в реальном времени в телевизионную программу. Документальный фильм «Лох-Генри: правда выйдет наружу» можно заметить в аккаунте Джоан в Streamberry. «Лох-Генри», как и «Мейзи Дэй», критикует средства массовой информации и видит, как любознательные персонажи подвергаются опасности из-за своей профессии. Пия страдает от расизма, центральной темы «Демона 79». Этот эпизод также был замечен как тематически похожий на эпизод «15 миллионов заслуг» из первого сезона, в котором показано, как коммодификация и телевизионные шоу талантов влияют на человеческое сочувствие.
Кроме того, в этом эпизоде пасхальные яйца отсылают к другим событиям «Чёрного зеркала» через газеты, бегущую строку и документальные фильмы, номинированные на премию BAFTA. Так, показаны Майкл Смарт из «Демона 79», запускающий свою новую политическую партию; Купер из «Игрового теста», найденный мертвым; прослушивания на шоу талантов Hot Shots из «Пятнадцать миллионов заслуг», открывающиеся в Австралии. По словам Брукера, ему из этого больше всего понравилось, что Майкл Кэллоу из «Национального гимна», как говорят, управляет зоопарком.

## Восприятие
Согласно агрегатору рецензий Rotten Tomatoes, этот эпизод имеет рейтинг одобрения 87 % на основе 15 обзоров. Из пяти звёзд он получил четыре звезды от The Daily Telegraph, Vulture и i, 3,5 звезды от Den of Geek и три звезды от The Independent. «Восхитительное ощущение надвигающейся гибели» и «приятная порочная полоса» этого эпизода получили высокую оценку Кейли Дрей из The A.V. Club и Ричарда Лоусона из Vanity Fair соответственно. Лоусон охарактеризовал его как «предсказуемый, но захватывающий триллер», в котором более успешно исследуются темы «Ужасной Джоан». Розенсток обнаружил, что в эпизоде рассказывается «полная, целенаправленная история» с естественной экспозицией; Алан Сепинволл из журнала Rolling Stone нашел её хорошо развивающейся, за исключением поспешного финала.
Послание эпизода подверглось критике. В The Independent Ник Хилтон охарактеризовал его как «расплывчатый, основополагающий комментарий к коммерциализации трагедии». Рэйчел Доудс из Esquire признала его виновным в «порно с пытками», которое оно пытается критиковать; Лоусон не счёл послание эпизода оригинальным. Ади Робертсон написала для The Verge, что в эпизоде сделаны «довольно мягкие наблюдения» о тру-крайм, но поклонники этого жанра уже понимают его моральные проблемы. Она сказала, что эпизоду не удалось исследовать «потенциальное уродство своей предпосылки» или создать «персонажей, которые превосходят его». Коннеллан не поверила, что Лох-Генри не привлекал бы тру-крайм-туризм до документального фильма Дэвиса. Она предположила, что этот эпизод мог ещё больше продемонстрировать бесчувственность такого туризма.
Поворот сюжета и финал были встречены неоднозначными отзывами. Несмотря на то, что она нашла поворот предсказуемым, Лейла Джордан из Paste похвалила «великолепный удар под дых от „Чёрного зеркала“ в конце». Напротив, Робертсон посчитала, что «намеренно неудовлетворительный» вывод был «поспешным» и уступал повороту сюжета «Белого медведя». Бутл была удивлена сюжетным поворотом, но испытала «разочаровывающее ожидание» его. «Печальный и пустой» конец эпизода подвергся критике со стороны Доудс. Розенсток, напротив, похвалил акцент концовки на «психологических последствиях» для Дэвиса, а не на «культурных комментариях», что сделало его «увлекательным, захватывающим финалом».
Актерская игра и характеризация получили широкую оценку. Хилтон отметил, что «безупречный» актерский состав «привносит в этот эпизод всё большее чувство беспокойства». Розенсток похвалил «приятную химию» между «дерзостью Стюарта», «неуверенностью Дэвиса» и «авантюрным подходом Пии», а также юмор этих персонажей. Он обнаружил, что жадная сторона Пии «не заходит слишком далеко», и похвалил Херролд за исполнение «ужаса и неверия» Пии по поводу снафф-видео и её «едва скрываемого страха» перед Джанет. Эд Пауэр, писавший в The Daily Telegraph, также похвалил образ Пии как «внешне доброго человека с внутренним стержнем, наполненным амбициями» и сказал, что Бленкин «сияет в последние моменты» истории. Для Бутл самыми яркими моментами в этом эпизоде стали «грубый, но приятный характер» Стюарта и его «весёлые шутки». Однако Робертсон раскритиковала то, что Дэвису не хватает «достаточно сильного присутствия», чтобы его «семейная драма» имела эмоциональное воздействие.
Роль Долан в роли Джанет также получила высокую оценку. Пауэр обнаружил, что она «схватывает двойственность человека с тёмными глубинами». Розенсток сказал, что Долану удаётся с самого начала создавать «странные флюиды», которые имеют смысл для «одинокой, убитой горем вдовы», но предполагают нечто более глубокое. Назвав Долан «превосходной», Бутл тем не менее раскритиковала её шотландский акцент.

### Рейтинги эпизода
«Лох-Генри» получил средние оценки в списках критиков из 28 частей «Чёрного зеркала»:
- 7-е место — Брэйди Лэнгманн, Esquire[44].
- 12 место — Чарльз Брамеско, Vulture[45].
- 12 место — Амит Катвала, Мэтт Рейнольдс и Джеймс Темпертон, Wired[46].
- 15 место — Люси Форд, Джек Кинг и Брит Доусон, GQ[47].
- 15 место — Джеймс Хиббс, Radio Times[48].
- 16 место — Эд Пауэр, The Daily Telegraph[49].
- 16 место — Джеймс Хибберд и Кристиан Голуб, Entertainment Weekly[50].

IndieWire и GamesRadar+ перечислили 27 эпизодов, не считая «Брандашмыга», где «Лох-Генри» занял 13-е и 25-е места соответственно. Газета New York Observer назвала его вторым лучшим из пяти эпизодов шестого сезона.